# Bisdom Bouar

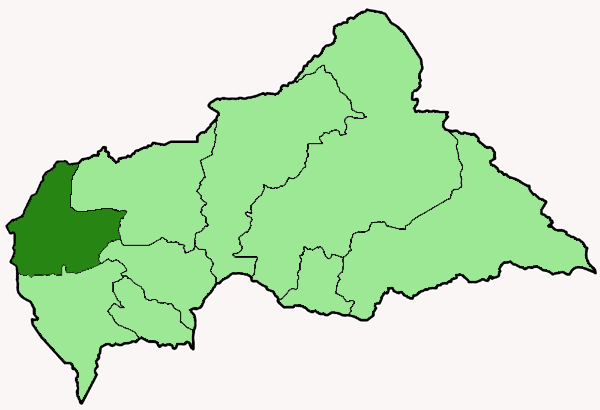
Het bisdom Bouar binnen de Centraal-Afrikaanse Republiek

Het bisdom Bouar (Latijn: Dioecesis Buarensis)is een van de negen rooms-katholieke bisdommen van de Centraal-Afrikaanse kerkprovincie en is suffragaan aan het aartsbisdom Bangui. De huidige bisschop van Bouar is Armando Umberto Gianni.

## Geschiedenis
- 27 februari 1978: Oprichting als bisdom Bouar uit een deel van het bisdom Berbérati

## Leiderschap
- Bisschop van Bouar
  - Bisschop Armando Umberto Gianni (sinds 27 februari 1978)